# Nuestro amor (singolo)
Nuestro amor è un singolo del gruppo musicale messicano RBD, pubblicato nel 2005 ed estratto dal secondo album in studio del gruppo Nuestro amor.

## Tracce
1. Nuestro amor